# 2404 Antarctica
2404 Antarctica eller 1980 TE är en asteroid i huvudbältet som upptäcktes den 1 oktober 1980 av den tjeckiske astronomen Antonín Mrkos vid Kleť-observatoriet i Tjeckien. Den är uppkallad efter kontinenten Antarktis.
Asteroiden har en diameter på ungefär 23 kilometer och den tillhör asteroidgruppen Themis.